# Понтида (коммуна)

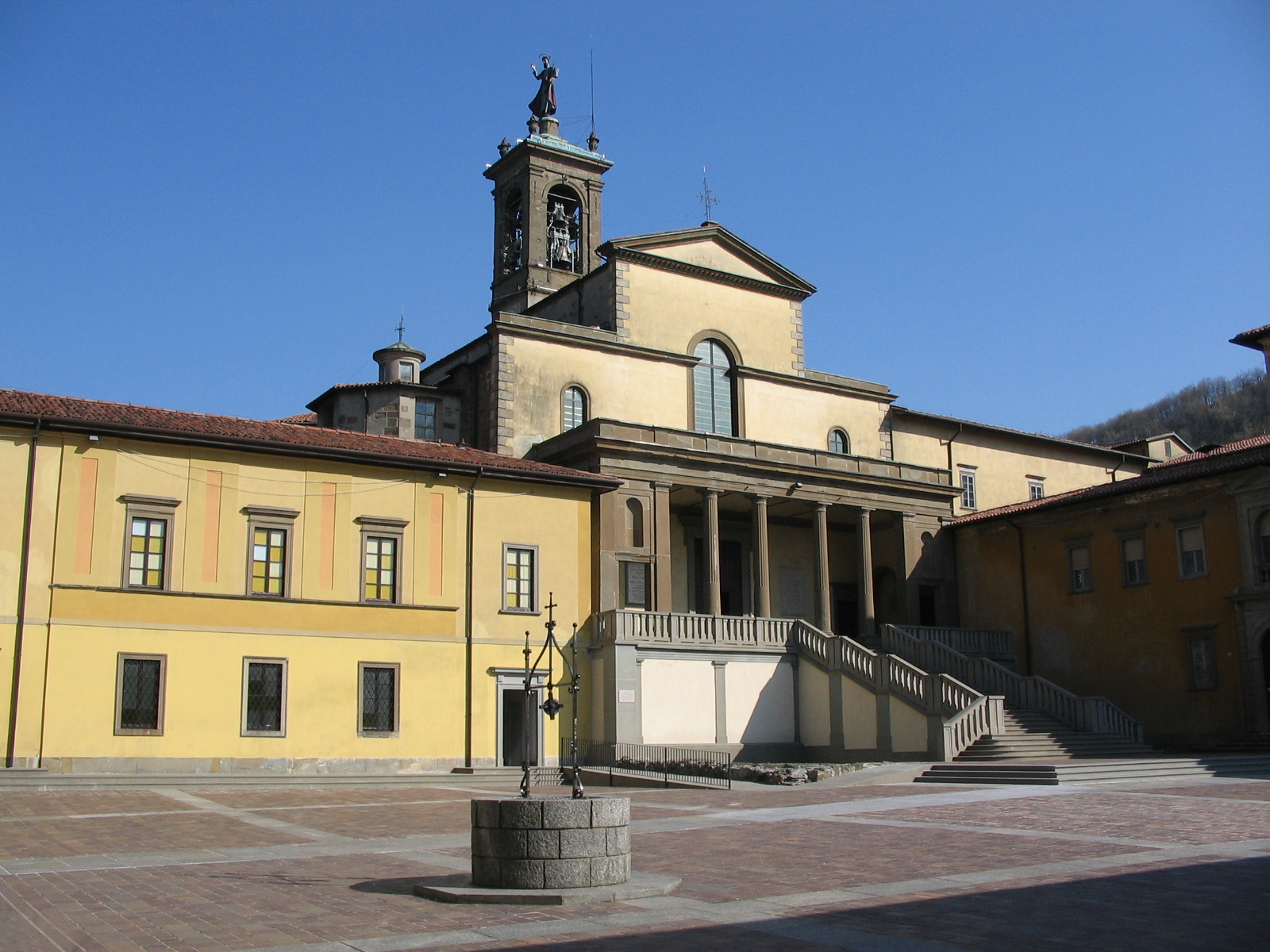
Аббатство св.апостола Иакова Старшего

Понтида (итал. Pontida) — коммуна в Италии, располагается в регионе Ломбардия, подчиняется административному центру Бергамо.
Население составляет 2934 человека, плотность населения составляет 293 чел./км². Занимает площадь 10 км². Почтовый индекс — . Телефонный код — 0.
Покровителем коммуны почитается святой апостол Иаков Старший, празднование 25 июля.